# فيرجيل بارنز
فيرجيل بارنز (بالإنجليزية: Virgil Barnes)‏ هو لاعب كرة قاعدة أمريكي، ولد في 5 مارس 1895، وتوفي في 24 يوليو 1958 في ويتشيتا في الولايات المتحدة.

## وصلات خارجية
- فيرجيل بارنز على موقعبيزبول رفرنس.كوم (الدوري الرئيسي) (الإنجليزية)
- فيرجيل بارنز على موقعبيزبول رفرنس.كوم (الدوري الثانوي) (الإنجليزية)
- فيرجيل بارنز على موقع جمعية أبحاث البيسبول الأمريكية (الإنجليزية)
- فيرجيل بارنز على موقع مشجعي الرسوم البيانية (الإنجليزية)